# Let Me Live (Rudimental e Major Lazer)
Let Me Live è un singolo del gruppo musicale britannico Rudimental e del gruppo musicale statunitense Major Lazer, pubblicato il 15 giugno 2018 come quarto estratto dal terzo album in studio dei Rudimental Toast to Our Differences.

## Video musicale
Per il brano è stato realizzato inizialmente un lyric video, pubblicato il 20 giugno attraverso il canale YouTube dei Major Lazer.
Il 9 luglio è stato invece pubblicato il videoclip ufficiale, diretto da Chris Saunders e girato tra Londra e Johannesburg e che ha come protagonisti i due gruppi, Anne-Marie e Mr Eazi.

## Tracce
Download digitale
1. Let Me Live (feat. Anne-Marie & Mr Eazi) – 3:25

Download digitale – My Nu Leng Remix
1. Let Me Live (feat. Anne-Marie, Mr Eazi & D Double E) (My Nu Leng Remix) – 4:22

Download digitale – M-22 Remix
1. Let Me Live (feat. Anne-Marie & Mr Eazi) (M-22 Remix) – 3:52

Download digitale – Banx & Ranx Remix
1. Let Me Live (feat. Anne-Marie & Mr Eazi) (Banx & Ranx Remix) – 2:57

Download digitale – Acoustic
1. Let Me Live (feat. Anne-Marie & Mr Eazi) (Acoustic) – 3:38

Download digitale – Remix EP
1. Let Me Live (feat. Anne-Marie & Mr Eazi) (M-22 Remix) – 3:52
2. Let Me Live (feat. Anne-Marie & Mr Eazi) (Banx & Ranx Remix) – 2:57
3. Let Me Live (feat. Anne-Marie, Mr Eazi & D Double E) (My Nu Leng Remix) – 4:22
4. Let Me Live (feat. Anne-Marie & Mr Eazi) (2Fox Remix) – 6:38
5. Let Me Live (feat. Anne-Marie & Mr Eazi) (Two Can Remix) – 2:52

## Classifiche
| Classifica (2018)      | Posizione massima |
| ---------------------- | ----------------- |
| Belgio (Fiandre)       | 16                |
| Belgio (Vallonia)      | 32                |
| Irlanda                | 49                |
| Paesi Bassi            | 73                |
| Regno Unito            | 63                |
| Regno Unito (download) | 48                |
| Scozia                 | 54                |
| Svizzera               | 99                |